# Gaultheria sclerophylla
Gaultheria sclerophylla är en ljungväxtart som beskrevs av José Cuatrecasas. Gaultheria sclerophylla ingår i släktet Gaultheria och familjen ljungväxter. Utöver nominatformen finns också underarten G. s. hirsuta.